# Ормуз (остров)
Хормус или Хормуз (на персийски: هرمز) е ирански скалист остров в Персийския залив, разположен на 18 km източно от остров Кешм.

## География
Хормуз е разположен на 16 километра южно от иранското крайбрежие и наподобява формата на кръг. По подобие на Хормузкия проток, един от най-важните протоци в целия свят, и на провинция Хормозган островът е наречен така по името на Ахура Мазда, бог на доброто в зороастризма. Площта на острова е 42 квадратни километра. Най-високата му точка е на 186 метра над морското ниво. Повърхността на Хормуз е съставена най-вече от седиментни скали.

## История
Под властта на португалците от 1515 до 1622 г. град Хормуз на северното крайбрежие на острова е едно от най-важните търговски места в арабския свят и един от най-богатите търговски градове на Земята. По това време на Хормуз живеят близо 40 000 души. След като островът е завладян от персийския шах Абас I Велики търговията пропада и значението на Хормуз в световен рязко намалява.
Днес островът е с население от 3000 души.

## Икономика и инфраструктура
На острова няма питейна вода и тя е доставяна от континентален Иран.
- Крайбрежието
- Португалският фонт
- Hara Forests